# Alias (sæson 1)
Første sæson af Alias debuterede på American Broadcasting Company i 2001. Den består af 22 afsnit hvor pilotafsnittet løber over to afsnits længde. Første sæson drejer sig om afsløringen af forbryderkartellet SD-6, om Sydney Bristows genforening med sin far og om det komplicerede forhold mellem at være dobbeltagent og "almindeligt menneske." Første sæson er udgivet på dvd og det originale soundtrack komponeret af Michael Giacchino er udgivet på cd.
| Fjernsyn | Spire Denne artikel om et tv-program er en spire som bør udbygges. Du er velkommen til at hjælpe Wikipedia ved at udvide den. |